# Crocodylomorpha
Crocodylomorpha är den enda kvarlevande gruppen kräldjur inom Crurotarsi vars enda kvarlevande ordning i sin tur är krokodildjur.